# When the Ship Comes In
When the Ship Comes In – piosenka skomponowana przez Boba Dylana, nagrana przez niego w październiku 1963 r. i wydana na trzecim studyjnym albumie The Times They Are a-Changin’ w styczniu 1964 r.

## Historia i charakter utworu
Ten szybki i uduchowiony utwór jest folkowym odpowiednikiem Kazania na górze. Przewiduje on czasy, kiedy zapanuje sprawiedliwość i dobro zwycięży zło.
Na treść kompozycji wpływ miały elementy zaczerpnięte z kilku źródeł; najoczywistsze i najbardziej rozpoznawalne to Stary Testament (historie o zwycięstwie Mojżesza nad wojskami faraona i Dawida nad Goliatem) i Nowy Testament (opis zatrzymania wiatrów w Sądny Dzień). Innym źródłem jest współczesny teatr (Opera za trzy grosze  Brechta i Weilla – fantazja o zemście snuta przez Jenny). Kolejnym – współczesna poezja (zacytowanie ostatniej linijki wiersza „Fern Hill” Dylana Thomasa. Świadczy to także o tym, że Suze Rotolo, naprawdę dobrze przerobiła z Dylanem poezję. Ostatnim źródłem jest po prostu doświadczenie wyniesione przez Dylana z realnego życia.
Inspiracją do napisania tego utworu stał się incydent z 1963 r. Podczas wspólnej trasy koncertowej Joan Baez i Dylana, Dylan został poniżony przez obsługę hotelu, w którym się zatrzymali, gdyż nie mogła ona uwierzyć w to, że taki wyrostek i łachmaniarz może naprawdę podróżować z Królową Folku. Dylan usiadł i napisał tę piosenkę w jeden wieczór jako pewnego rodzaju katharsis.
Tekst utworu wykazuje zdolność Dylana do transformacji zwykłych doświadczeń w emocjonalną i profetyczną balladę.
Werset „cały świat patrzy” (ang. „the whole world is watching”) stał się najbardziej znanym cytatem z tej piosenki, gdyż był śpiewany podczas protestów przeciwko wojnie wietnamskiej.

## Wersje Dylana
- 1963 – Dylan rejestruje ten utwór u swojego wydawcy Witmark Music.
- 26 października 1963 r. – koncert Dylana w Carnegie Hall; pierwszy koncert, na który zaprosił swoich rodziców. Firma Columbia nagrała go razem z dwoma innymi koncertami, w celu wybrania z nich utworów na planowany koncertowy album Dylana. Plany zostały porzucone i pozostała po nich tylko gotowa już okładka.
- 17 maja 1964 r. – koncert Dylana w „Royal Festival Hall” w Londynie
- 13 lipca 1985 r. – koncert Live Aid na John F. Kennedy Stadium w Filadelfii, stan Pensylwania. Trio: Bob Dylan (gitara, śpiew); Ron Wood (gitara); Keith Richards (gitara).

## Dyskografia
- The Bootleg Series Volumes 1–3 (Rare & Unreleased) 1961–1991
- The Bootleg Series Vol. 7: No Direction Home: The Soundtrack

## Inne wykonania
- Gaslight Singers – Turning It On (1964)
- Hugues Aufray – Chante Dylan (1965)
- Peter, Paul & Mary – A Song Will Rise (1965)
- The Hollies – Hollies Sing Dylan (1969)
- Chris Hillman – The Hillmen (1971)
- Arlo Guthrie – Hobo's Lullaby (1972); More Together Again, Volume 1 (1994)
- Julie Felix – The Second Album (1975)
- David Franklin – The Times They Are a-Changin’  (1992)
- Barbara Dickson – Don't Think Twice, It’s Alright (1992)
- The Clancy Brothers na albumie Boba Dylana i różnych wykonawców The 30th Anniversary Concert Celebration (1993)
- The Clancy Brothers – Older but No Wiser (1995)
- The Pogues – Pogue Mahone (1995)
- The Zimmermen – The Dungeon Tapes (1996)
- Steve Gibbons – The Dylan Project (1998)
- Thriteenth Floor Elevators – Through the Rhythm {1998)
- The Byrds – Byrd Parts (1998)
- Andy Hill – It Takes a Lot to Laugh (2000)
- Michael Montecrossa – Jet Pilot (2000)